# Mariano Lebrón Saviñón
Mariano Lebrón Saviñón (Santo Domingo, 3 de agosto de 1922 - Santo Domingo, 18 de octubre de 2014) fue un escritor y médico dominicano, creador del movimiento literario Poesía Sorprendida. Fue durante años la principal figura de la Academia Dominicana de la Lengua.

## Biografía
Nació en Santo Domingo, República Dominicana  el 3 de agosto de 1922. Hijo del español nativo de Sevilla José Lebrón Morales y la dominicana Cándida Rosa Saviñón. Cursó la educación primaria y secundaria en Santo Domingo. Se recibió de médico en la Universidad de Santo Domingo en 1946 y en 1949 se especializó en pediatría en Buenos Aires, Argentina. 
Dirigió el hospital de Prevención Social de Santo Domingo y trabajó en la Secretaría de Estado de Salud Pública, en el hospital Ramfis, en el hospital Padre Billini y en varios dispensarios médicos del país. Paralelamente al ejercicio de la medicina fue director de Publicaciones y profesor de medicina de la Universidad Nacional Pedro Henríquez Ureña, donde recibió el galardón de Profesor Distinguido. También fue profesor de la Universidad Autónoma de Santo Domingo.
Fue miembro fundador de la agrupación Poesía Sorprendida, de la Academia Dominicana de Medicina, del Museo Casa Duarte|Instituto Duartiano y de la Universidad Nacional Pedro Henríquez Ureña. Además de su producción poética y ensayística, es autor de la obra Historia de la Cultura Dominicana, una de las más ambiciosas en su género en República Dominicana. También es autor de las letras del himno de la Universidad Nacional Pedro Henríquez Ureña. A él se debe que esa universidad llevara el nombre del erudito dominicano Pedro Henríquez Ureña.
Entre los numerosos reconocimiento que ha recibido están: Orden de Duarte, Sánchez y Mella en el grado de Comendador, el Caonabo de Oro en 1988, el premio Vasconcelos, otorgado por el Frente de Afirmación Hispanista de México (1992), y el Premio Nacional de Literatura de la República Dominicana (1999), máximo galardón de las letras otorgado en la República Dominicana, y fue el único dominicano en alcanzar ser el orador del premio Príncipe de Asturias, escogido por el príncipe Felipe de Borbón y Grecia. Entre 1984 y 2006 presidió la Academia Dominicana de la Lengua.
En agosto de 2014 fue ingresado en un hospital, su pronóstico  delicado.